# فرديناند دنيس
فرديناند دنيس (بالإنجليزية: Ferdinand Dennis) هو كاتب رحلات نيجيري، ولد في 1956.